# Liven (film 1974)
Liven' (Ливень) è un film del 1974 diretto da Boris Vladimirovič Jašin.

## Trama
Primavera 1945. Saša, che ha perso i suoi genitori, va al villaggio di Vyselki per trovare lì sua zia. La sua ultima speranza per l'esistenza di una persona cara non si avvera. Ma la conoscenza dei comuni abitanti del villaggio, l'amore inaspettato per il guardaboschi e il primo sentimento di gioia dal lavoro necessario restituiscono alla ragazza la sete di vita.